# Apterostigma wasmannii
Apterostigma wasmannii är en myrart som beskrevs av Auguste-Henri Forel 1892. Apterostigma wasmannii ingår i släktet Apterostigma och familjen myror. Inga underarter finns listade.